# الإغارة على العبيد

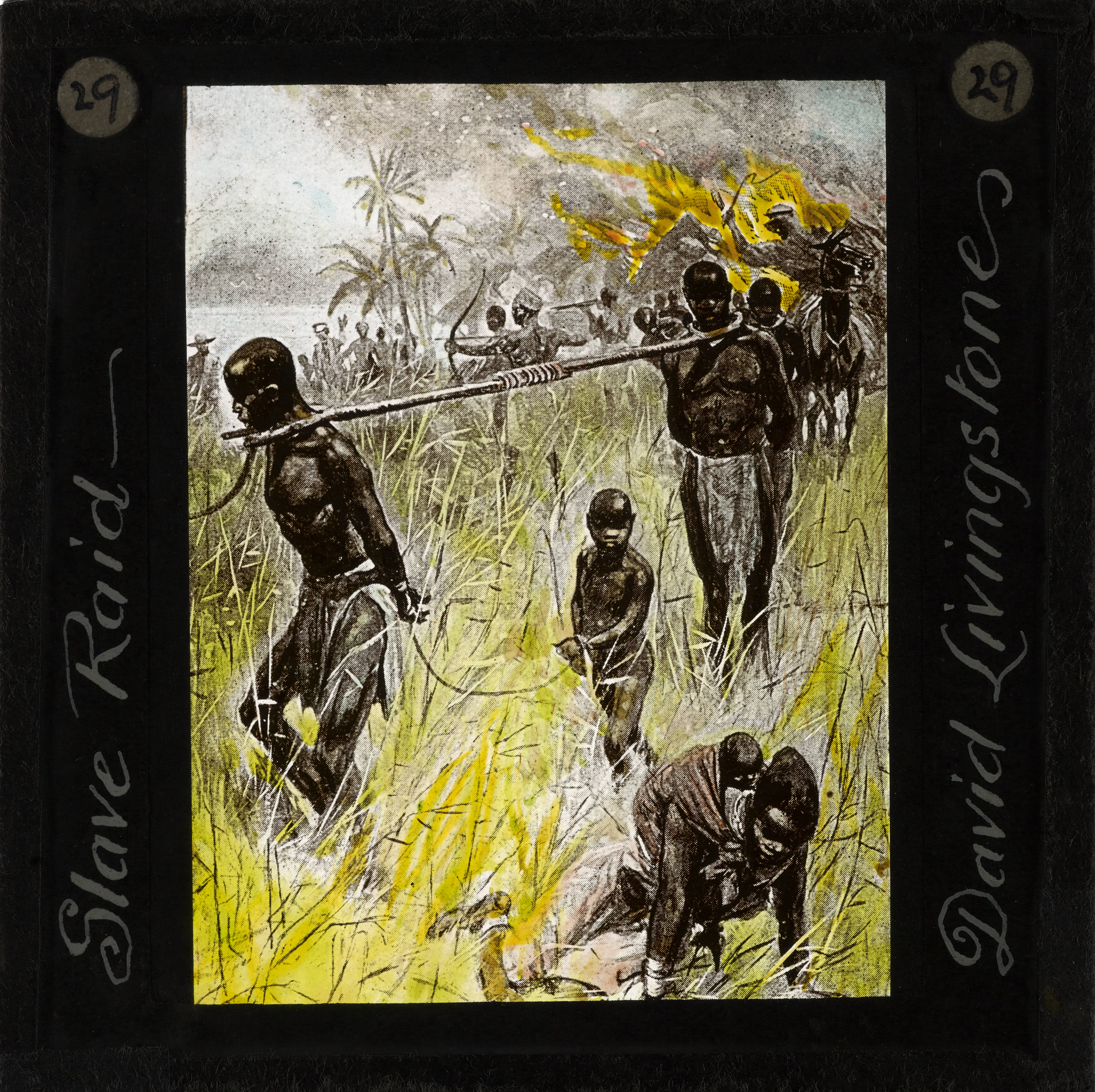
الإغارة على العبيد، أفريقيا، حوالي 1800-1865.الصورة الاغارة على العبيد في أفريقيا،حيث كانت مداهمة العبيد بالقبض عليهم وترحيلهم من منازلهم وقراهم الأصلية للعمل كعبيد في أماكن أخرى.

الإغارة على العبيد هي غارة عسكرية تهدف إلى أسر الأشخاص وجلبهم من منطقة الغارة ليخدموا كعبيد، وينظر إليها في بعض الأحيان على أنها جزء طبيعي من الحرب، ولكن أصبح يعتبرها الكثيرون اليوم جريمة. حدثت الغارات على العبيد منذ القدم، وأتت إحدى أولى السجلات الخطية الناجية عن إغارة العبيد من سومر (العراق الحالي).
تنطوي عملية إغارة العبيد على هجوم منظم ومتضافر على مستوطنة بهدف أسر سكانها، وكان يحتفظ بالعبيد الجدد الذين جُمعوا، في نوع من أنواع السجون أو مستودعات العبيد.
من هناك، ينقلهم محتجزوهم إلى مكان بعيد بسفينة العبيد أو قافلة الجمال. أما عندما يستعبد الناس الذين تعرضوا للغزو ويبقون في مكانهم، فلا يعتبر ذلك إغارة.
كانت الإغارة على العبيد وسيلة عنيفة للتنمية الاقتصادية إذ عولج نقص الموارد بحيازة الموارد المطلوبة بالقوة، والذي كان في هذه الحالة اليد العاملة البشرية، وبعض النظر عن عملية الاستعباد، فإن هذا الاستيلاء العنيف لا يختلف عن غارات مماثلة للحصول على الغذاء أو أي سلعة أخرى مطلوبة.
كانت الإغارة على العبيد تجارة كبيرة ومربحة على سواحل أفريقيا في أوروبا القديمة وأمريكا الوسطى وآسيا في العصور الوسطى. قدمت إغارات القرم – نوجاي على الأراضي السلافية الشرقية نحو مليونين أو ثلاثة ملايين عبد للإمبراطورية العثمانية على مدى أربعة قرون.
بدأ القراصنة العثمانيون منذ القرن السادس عشر وما بعده في عام 1830 في الإغارة على أفريقيا والمناطق الساحلية الأوروبية البعيدة مثل أيسلندا، وأسر العبيد لسوق العبودية الإسلامي في شمال أفريقيا والشرق الأوسط. استندت تجارة العبيد في المحيط الأطلسي على دعم وتأييد الدول الأوروبية للغارات على العبيد في القبائل الأفريقية لتوفير كميات كبيرة من الأفارقة، الذين أصبحوا قوة عاملة في المزارع الأمريكية.
أصبح هناك طرق بديلة عديدة للحصول على البشر للعمل في ظروف أكثر نضجًا أو غير طوعية أخرى، فضلًا عن التغيرات التكنولوجية والثقافية، التي جعلت من الإغارة على العبيد أمرًا نادرًا.

## الإغارة على العبيد الإسبانيين في تشيلي
رغم أنه كان هناك حظر عام من العرش الإسباني لاستعباد السكان الأصليين، فإن انتفاضة المابوتشي 1598-1604 التي انتهت بتدمير المدن السبع جعلت الإسبان يعلنون عام 1608 أن العبودية قانونية لهؤلاء المابوش الذين انخرطوا في الحرب. واعتُبر المابوش «المتمردون» مرتدين مسيحيين، وبالتالي يمكن استعبادهم وفقا لتعاليم الكنيسة في ذلك اليوم. في الواقع إن هذه التغييرات القانونية أضفت الطابع الرسمي على عبودية المابوش التي كانت تحدث بالفعل في ذلك الوقت، بعد أسر المابوش أصبحوا يعاملون معاملة الممتلكات من ناحية شرائهم وبيعهم بين الاسبان، وأدى إضفاء الشرعية على الإغارة على العبيد إلى تزايد شيوعها بين الإسبان في حرب أراوكو. صُدّر عبيد المابوش شمالًا إلى أماكن مثل لا سيرينا وليما. كان لثورة مابوتشي عام 1655 أجزاء من خلفيتها في بعثات صيد العبيد لجوان دي سالازار، بما في ذلك حملته الفاشلة 1654، أُلغيت عبودية المابوش «الذين خاضوا الحرب» عام 1683 بعد عقود من المحاولات القانونية من قبل التاج الإسباني لقمعها.